# Camelocerambyx stigmaticus
Camelocerambyx stigmaticus là một loài bọ cánh cứng trong họ Cerambycidae.